# Zjadacz węży 2
Zjadacz węży 2 (tytuł oryg. Snake Eater II: The Drug Buster) – kanadyjski film sensacyjny powstały w 1989 roku. Pierwszy sequel Zjadacza węży (1989).

## Opis fabuły
Nieustępliwy i gwałtowny Jack Kelly, znany jako "Żołnierz", wypowiada wojnę pozbawionym skrupułów handlarzom narkotyków, których zatruty towar zabija nie tylko dorosłych, lecz nawet niewinne dzieci i młodzież. Za cel obiera sobie unicestwienie laboratoriów produkujących śmiercionośne używki oraz wymierzenie odpowiedniej kary ich producentom. Dzięki wyniesionemu z wojska doświadczeniu trafia na trop prowadzący do szefa podziemnej organizacji.

## Obsada
- Lorenzo Lamas – Jack Kelly alias "Żołnierz"
- Michele Scarabelli – dr. Pierce
- Larry B. Scott – Speedboat
- Harvey Aitken – Sidney Glassberg
- Jack Blum – Billy Ray
- Richard Jutras – Joey Garcia
- Ron Palillo – Torchy